# Катна

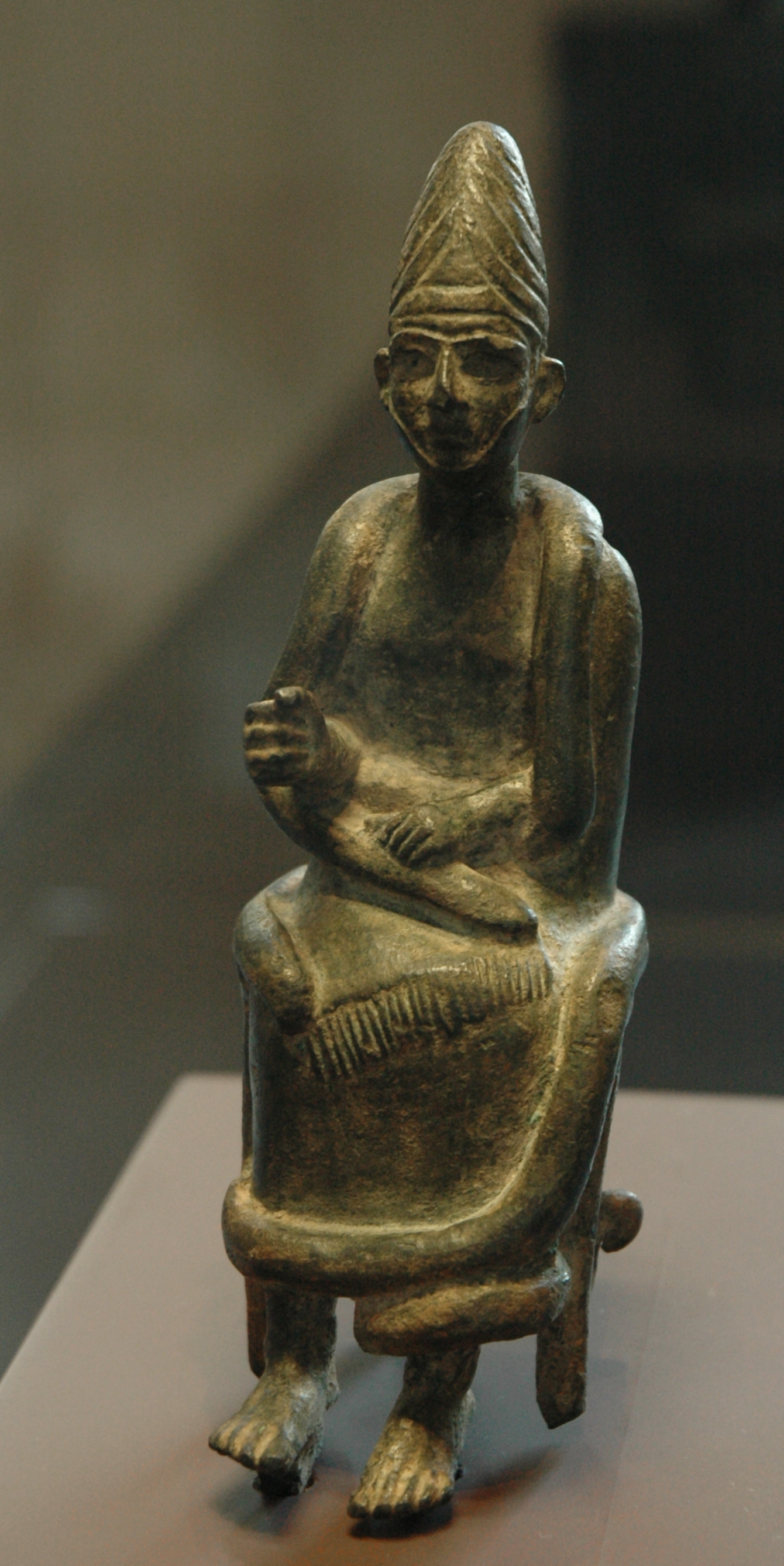
Статуетка богині-покровительки міста Катна, близько 1600 р. до н. е. Луврський музей.

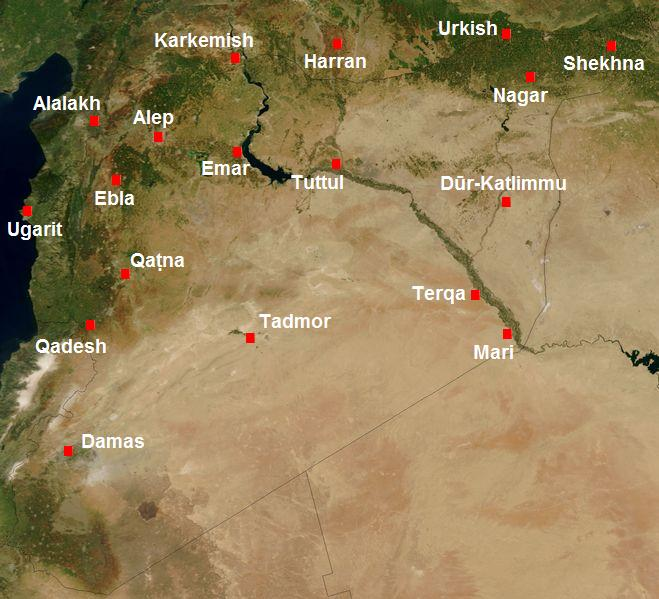
Сирія в II тисячолітті до н.е.

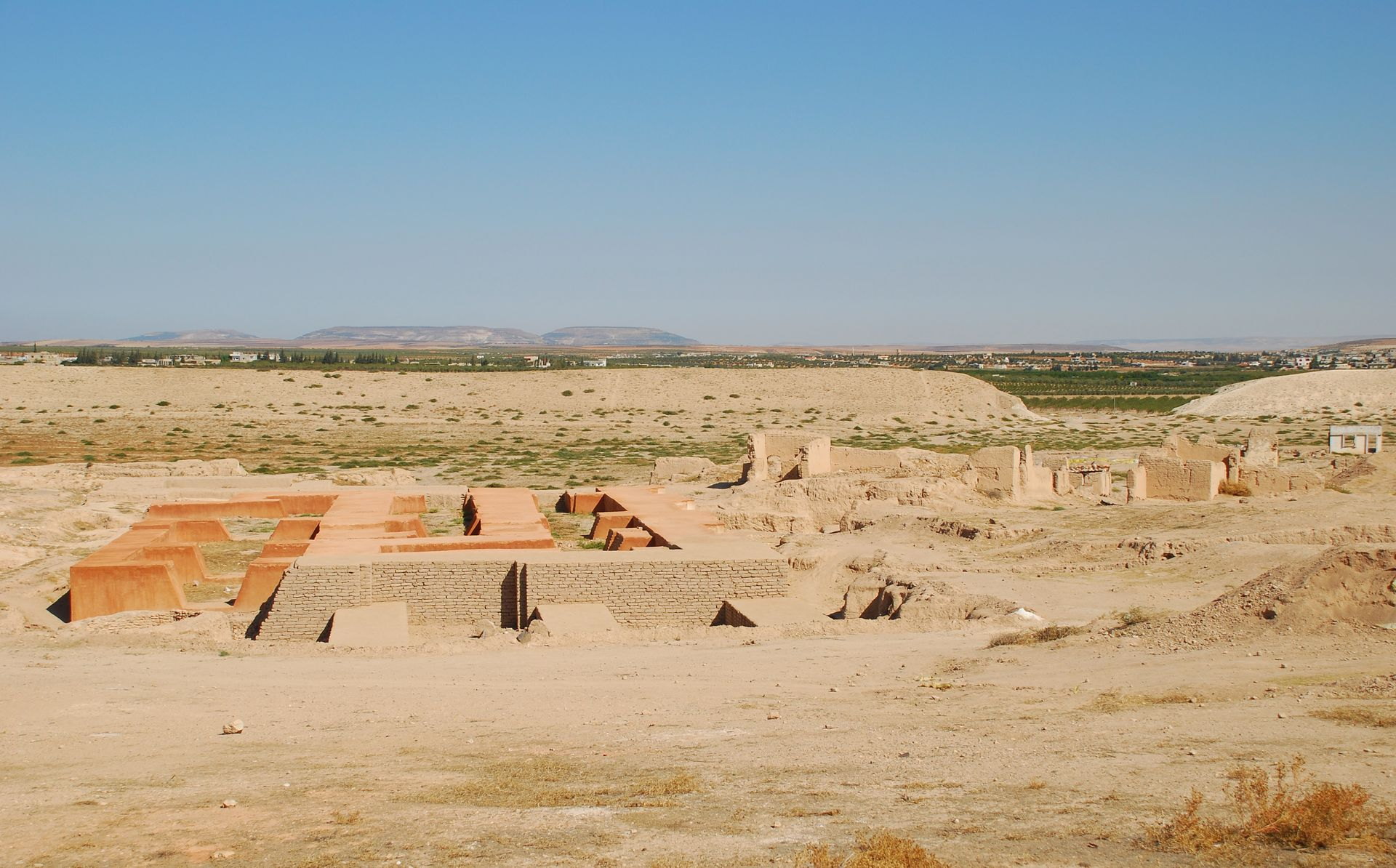
Відреставровані стіни малого палацу в Катні

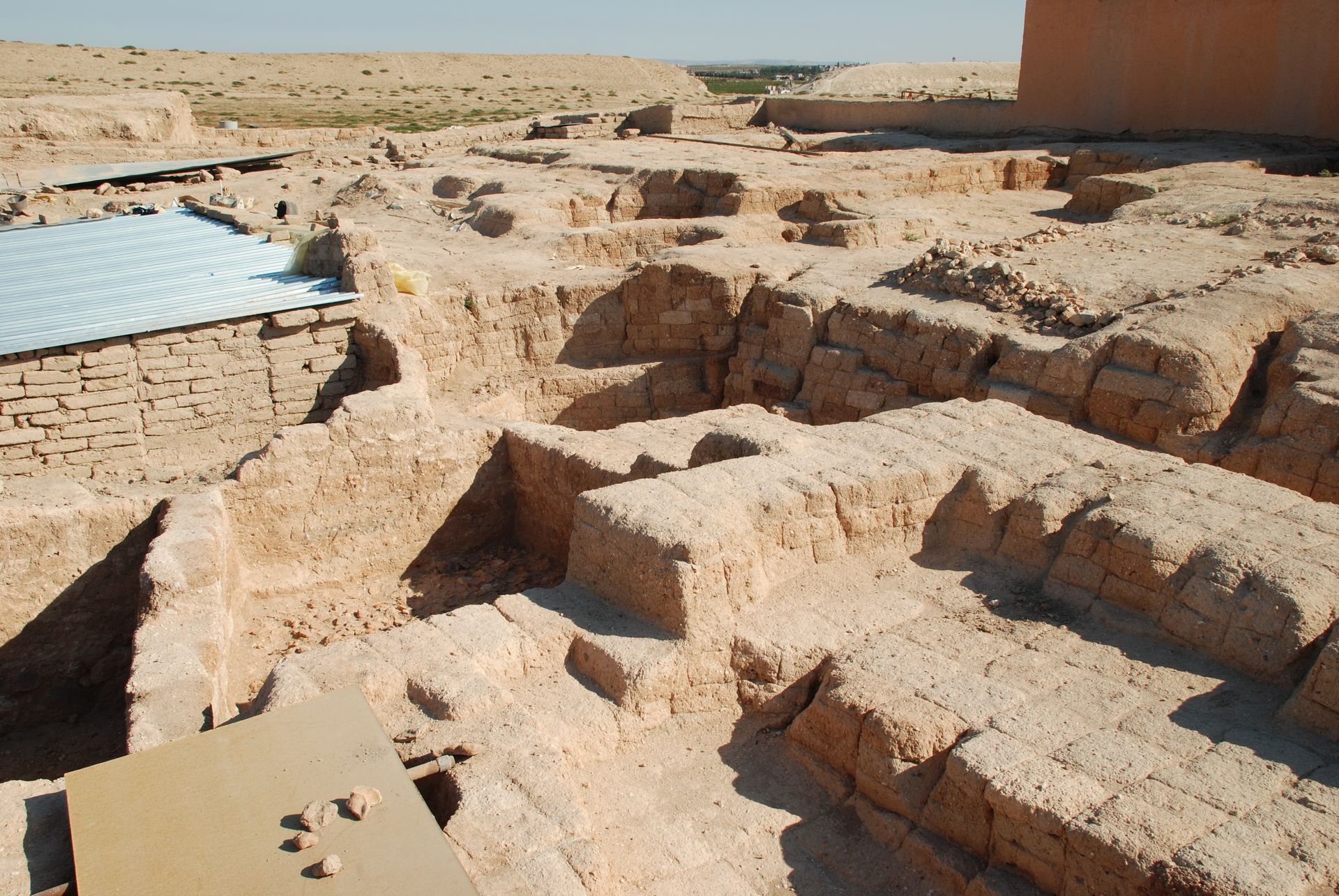
Місце розкопок на південний захід від церемонійної зали Halle A (археологічний сезон 2009 року)

34°50′06″ пн. ш. 36°51′57″ сх. д. / 34.835° пн. ш. 36.865833333333° сх. д.
Катна, також Гатна — місто бронзової доби. Знаходилося на території сучасної Сирії за 200 км на північ від Дамаска, де нині розташований тепе Телль-Мішріф. Місто було столицею держави, що відігравала найважливішу роль в регіоні в першій половині 2 тис. до н. е. і зберігала залишки колишньої могутності в другій половині того ж тисячоліття.
Залишки міста займають сьогодні площу близько 1 км ². Тель розташований на краю вапнякового плато, яке є своєрідним кордоном між сирійської пустелею та родючою долиною Хомса.
Місто відігравало важливу роль у регіональній торгівлі починаючи з 2 тис. до н. е. Тут процвітали ремесла, була розвинута писемна культура на основі клинопису.

## Розкопки
Починаючи з 1924 року, коли в Сирії існував французький протекторат, розкопки Катни проводила група археологів під орудою Робера дю Меніля дю Бюїссона. Розкопки, які виявилися малорезультативними, тривали з 1924 по 1929 р.
2000 року було поновлено розкопки Телль-Мішріфа. Цього разу в них брали участь групи археологів з різних країн, таких, як Сирія, Італія та Німеччина, які поділили між собою пагорб на три сектори розкопок. Найуспішнішою була німецька група на чолі з П. Пфельцнером, яка в 2002 році виявила царські гробниці.
Городище Катна доволі велике — воно займає територію близько 110 га. Вали, що оточують місто, утворюють чотирикутник зі сторонами довжиною близько 800 м, а висота руїн міста в деяких місцях становить до 20 метрів. До міста можна було потрапити через 4 брами.
Акрополь Катни, розташований у центрі міста, був його політичним та релігійним центром. Царський палац був розташований на північному заході акрополя, неподалік розташовувався храм, присвячений богині Нін-Егаліті, «пані Катни». Саме царський палац спершу привернув увагу археологів до цього городища.
Навколо царського палацу розташовувалися резиденції міської аристократії. Одну з таких резиденцій, площа якої становила 1400 кв. м., розкопала група італійських археологів.

## Історія
Катна була населена починаючи з епохи неоліту, однак лише на початку II тис. до н. е. місто починає відігравати важливу роль.

### Аморейська держава Катна
До періоду Першої вавилонської династії (XX–XVII ст. до н. е.) належать масивні мури, зведені навколо Катни. На початок цього періоду відноситься кам'яний сфінкс зі Стародавнього Єгипту, на якому нанесено ім'я Іти, дочки фараона Аменемхета II (-1928/-1895), що встановив контакти між Катною та країною Двох земель.
Велика частина історії Катни відома за непрямими свідченнями з архівів царства Марі кінця XIX — першої половини XVIII ст. до н. е. У ті часи це царство було одним з наймогутніших як в Сирії, так і загалом на Близькому Сході. Його найважливішим суперником було царство Ямхад, розташоване на північ від нього, столиця якого знаходилася на території сучасного Алеппо.
Шамші-Адад I (Самсі-Адду), цар Верхньої Месопотамії (Haute-Mésopotamie), що також ьув втягнутий у війну проти Алеппо після того, як завоював Марі, уклав союз з царем Катни на ім'я Ішхі-Адду. З цією метою дочка Ішхі-Адду на ім'я Дам-Хурасі вийшла заміж за Ясман-Адду, сина Шамші-Адада, який правив у Марі. Укладення цього шлюбу і його наслідки добре відомі з архівів Марі. Таким чином, Катна опинилася втягнутою в численні конфлікти, прямі та непрямі, проти Суму-Епуха з Алеппо, який підтримував заколоти проти Ішкі-Адду на півночі Лівану. У зв'язку з цим Шамсі-Адад та Яхдун-Лім направили на підтримку Катни свої війська. Конфлікт закінчився без перемоги юудб-якої зі сторін.
1775 року до н. е. Шамші-Адад I помер, і його держава занепала. За підтримки з боку Хаммурапі I, новий цар Ямхад, Зімрі-Лім, зійшов на трон Марі, вигнавши Ясман-Аду. Він зайняв палац у Марі та зберіг гарем переможеного правителя, а також призначив своєю головною дружиною Дам-Хурасі. Це дозволило йому зберегти хороші відносини з Ішхі-Адду, а також з сином та наступником останнього на ім'я Амут-Пі-Ель, зберігаючи при цьому союзницькі відносини з царем Алеппо, з дочкою якого він також перебував у шлюбі. Таким чином, відносини між Катною та Ямхадом на певний час були врегульовані.
1761 року до н. е. Хаммурапі, цар Вавилона, захопив Марі і поклав край веденню марійських архівів, що обмежує наші знання про цей регіон Сирії на кілька наступних десятиліть. Судячи зі змісту архівів Алалаха (кінець XVIII — початок XVII ст. до н. е.), Катна перейшла під контроль свого давнього ворога, царства Ямхад. У 1720-х року до н.е. зазнала потужного удару гіксосів. До кінця цього століття біля або навколо Катни утворився укріплений військовий табір гіксосів. Це підтверджують археологічні розвідки. В подальшому тут владу перебрала Гіксоська династія, що у в першій половині XV ст. до н.е. протистояла фараонам Тутмосу III та його ближчим нащадкам.

### Друга половина II тисячоліття до н.е.
Катна продовжувала бути столицею царства в XV і XIV ст. до н. е. Проте це вже не була велика держава, але радше другорозрядне царство, яке стало васалом спочатку Мітанні, а потім з 1450 року до н.е. після поразки царя Наплімми Єгипту в епоху амарнского листування, коли ним правив Акіцці (Akizzi). коли Із захопленням Суппілуліумою I Сирії Катна потрапляє під владу хетів. Саме до цього часу, мабуть, належать виявлені в Катні руйнування.
У роки правління Сеті I, близько 1300 р. до н. е., єгиптяни відновили контроль над містом. На початку XII ст. до н. е. місто зазнало навали народів моря й знову було зруйноване, однак, переживши цю навалу, залишалося населеним ще в 1-й половині I тис. до н. е.
На території царського палацу Катни знайдено численні клинописні таблички, що дозволяють розширити сучасні уявлення про ту епоху. У табличках часто зустрічається царське ім'я Ідадда (Іданда).